# Line of scrimmage

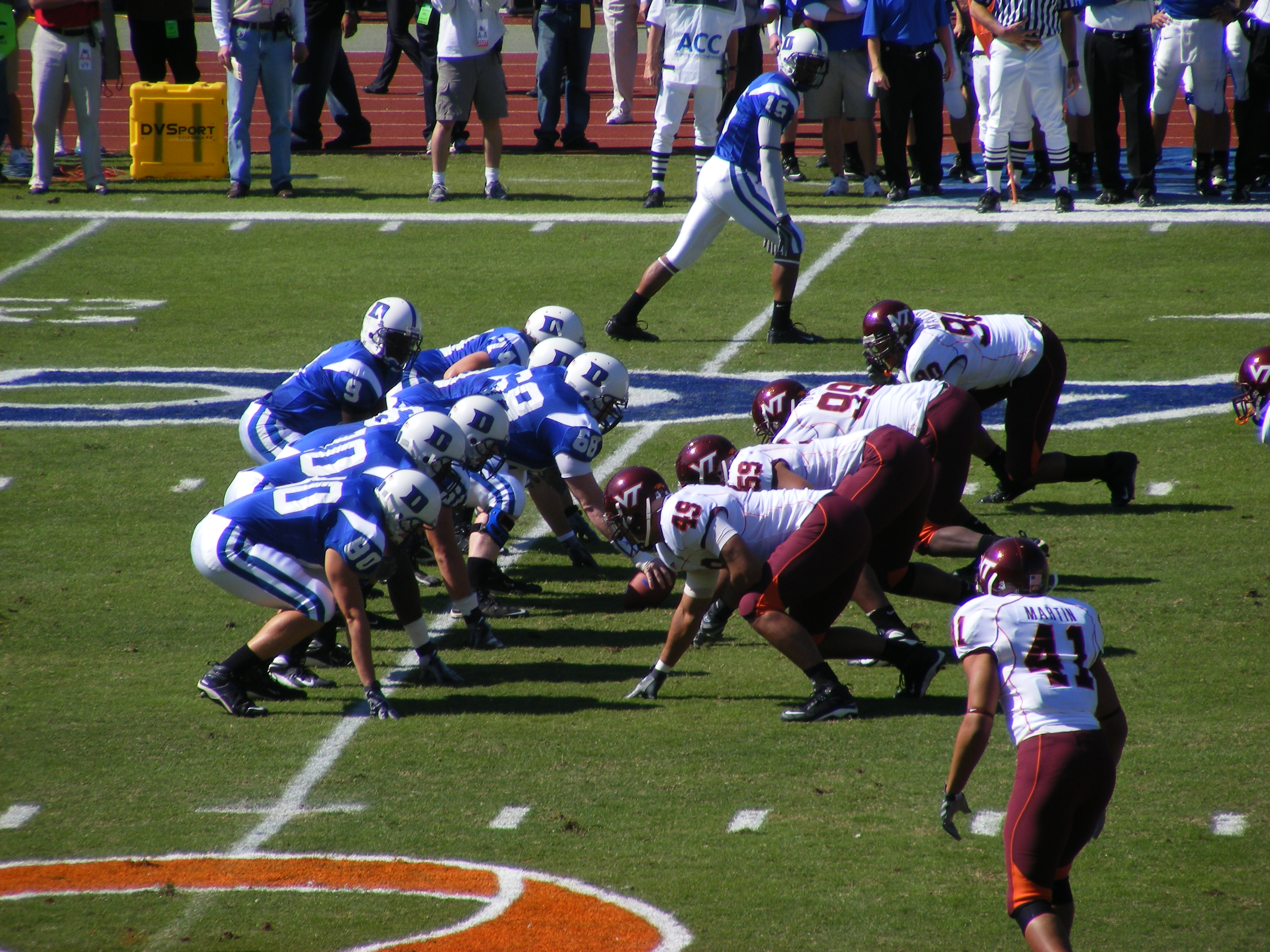
Line of scrimmage

Line of scrimmage, linia wznowienia gry – pojęcie w futbolu amerykańskim a także kanadyjskim oznaczające umowną linię przecinającą boisko prostopadle do linii bocznych, której drużyny nie mogą przekroczyć przed rozpoczęciem próby. Linia wznowienia wyznaczana jest w miejscu zakończenia ostatniej akcji z poprawką wynikającą z jardów karnych.